# Juan Aguirre Escobar
Juan Aguirre Escobar fue un militar mexicano que participó en la Revolución mexicana, y uno de los diputados constituyentes que escribió la constitución mexicana de 1917.

## Inicios
Nació el 18 de mayo de 1874 en la Hacienda de la Florida, Municipio de Patos, Coahuila.
Hijo legítimo de Jesús Aguirre Charles y María Ygnacia Escobar que contrajeron matrimonio en 1868. Fue bautizado "Juan Nepomuceno" el 31 de mayo en la iglesia de San Francisco de Asís en General Cepeda, Coahuila.
En 1888 ingresó a cursar el bachillerato en el Ateneo Fuente de Saltillo. En 1892 trabajó en los Estados Unidos de bracero.
Fue regente de una negociación minera en Concepción del Oro, Zacatecas donde trabajaron los hermanos Luis y Eulalio Guitérrez Ortiz, futuros generales con los que después estaría ligado[Cap 53].

## Carrera militar
En 1913, al derrocar Victoriano Huerta al presidente Francisco I. Madero, se unió al ejército constitucional bajo las órdenes de Luis Gutiérrez Ortiz con rango de teniente coronel.
En 1914 fue delegado a la Convención Revolucionaria de Aguascalientes representando a Luis Gutiérrez.
En 1915 sirvió en el ejército convencionista del presidente interino Eulalio Gutiérrez Ortiz y fue parte de la comisión secreta enviada por éste al general Álvaro Obregón, buscando su apoyo en el rompimiento con Francisco Villa.[Cap 63]
En agosto de 1916 fue presidente del tribunal militar que en el segundo consejo de guerra condenó a muerte al dirigente electrista Ernesto H. Velasco por sus participación en la Huelga general de 1916.
Obtuvo el rango de general de brigada el 1 de julio de 1924.

## Carrera política
Fue diputado, representando el octavo distrito del estado de Zacatecas al Congreso Constituyente donde figuró prominentemente en discusiones en materia castrense (militar)
 y laboral (artículo 123)
,.
Posteriormente fue elegido diputado en la XXVII Legislatura Federal (1917-1918), primera legislatura elegida bajo la nueva constitución.

## Muerte
Murió en la ciudad de Querétaro el 14 de agosto de 1954 siendo enterrado en el Panteón Municipal de esa ciudad. Sus restos han sido trasladados al lote de los constituyentes de 1917 dentro del Panteón de Dolores en la Cd. de México.